# Йоан Таронит
Йоан Таронит (на гръцки: Ἰωάννης Ταρωνίτης) е византийски аристократ, племенник на император Алексий I Комнин, при чието управление (1081 – 1118) служи като провинциален управител на Балканите.

## Биография
Бащата на Йоан е протосеваст Михаил Таронит от аристократичния род на Таронитите, произхождащи от клан на арменски князе от областта Тарон. Около 1061 – 1063 г. Михаил се жени за Мария Комнина – сестра на бъдещия император Алексий I Комнин, дъщеря на великия доместик Йоан Комнин и Анна Даласина. Йоан е първоридният син на Михаил и Мария, роден вероятно около 1067 г.
Около 1092 – 1093 г. Йоан заема длъжността военен управител (дука) на Скопие, което е засвидветелствано от запазената кореспонденция на охридския архиепископ Теофилакт. През юни 1094 г. бащата на Йоан е уличен в съучастие в заговора на Никифор Диоген срещу императора. Като наказание Михаил Таронит е заточен, а имуществото му – конфискувано. Скандалът обаче не се отразява върху позициите и кариерата на Йоан. Така по време на кампанията срещу куманите от 1095 г. Йоан Таронит, калеко му Никифор Мелисин и Георги Палеолог получават задачата да защитават Берое и околностите му от куманските атаки. През 1094 – 1095 г. Йоан Таронит участва и в синода от Влахерна, който осъжда Лъв Халкедонски. В списъците с участниците в синода Йоан Таронит е посочен с височайшата титла севаст.
В един праксис на Симеон Влахернит от 1102 г. Йоан се споменава като претор (граждански управител) и анаграф (началник на данъчния кадастър) на обединените теми Тракия, Македония, Волерон, Стримон и Солун.
През 1104 г. неговият братовчед Григорий Таронит, управител на Халдия, вдига въстание срещу Алексий I в Трапезунд. Императорът не успява да убеди Григорий да се подчини, поради което през 1105/1106 г. изпраща срещу въстаниците войска начело с Йоан Таронит. Научавайки за това, Григорий се оттегля към Колонея на Ликос, откъдето да се опита да сключи съюз с Данишменидите в Севастия. Йоан изпраща срещу братовчед си отряд от франкски наемници и успява да го залови, преди последният да достигне до града. Йоан отвел пленения Григорий в Константинопол, където императорът възнамерявал да ослепи бунтовника, каквото е обичайното наказание в тези случаи, но бил разубеден от Йоан, който измолил милост за братовчед си. Така Григорий бил подложен единствено на публично унижение по улиците на града, преди да бъде хвърлен в Тъмниците на Анема.
Въстанието на Таронит е последното събитие, във връзка с което името на Йоан Таронит се споменава в историческите извори. Някои автори обаче са склонни да го идентифицират с един Йоан Таронит, пансеваст севаст, дикейодот и епарх на Константинопол, чието присъствие е засвидетелствано на синода от 1147 г.
Не е известно дали Йоан Таронит е бил женен и дали е имал деца.